# Усть-Урольское сельское поселение
Усть-Урольское се́льское поселе́ние — упразднённое муниципальное образование в Чердынском районе Пермского края Российской Федерации, существовавшее в 2004 — 2020 годах. Административный центр — посёлок Курган.

## История
Статус и границы сельского поселения установлены Законом Пермской области от 10 ноября 2004 года № 1735-355 «Об утверждении границ и о наделении статусом муниципальных образований Чердынского района Пермского края»
1 января 2020 года Законом Пермского края от 25 марта 2019 года № 374-ПК Усть-Урольское сельское поселение было упразднено, все населённые пункты вошли в состав вновь образованного муниципального образования — Чердынский городской округ.

## Население
| 2010 | 2012 | 2013 | 2014 | 2015 | 2016 | 2017 |
| ---- | ---- | ---- | ---- | ---- | ---- | ---- |
| 992  | ↘937 | ↘912 | ↘848 | ↘812 | ↘757 | ↘718 |
| 2018 | 2019 |      |      |      |      |      |
| ↘690 | ↘660 |      |      |      |      |      |

## Состав сельского поселения
| №  | Населённый пункт | Тип населённого пункта          | Население |
| -- | ---------------- | ------------------------------- | --------- |
| 1  | Абог             | деревня                         | 17        |
| 2  | Большие Долды    | село                            | 150       |
| 3  | Вилисова         | деревня                         | 2         |
| 4  | Исток            | деревня                         | 13        |
| 5  | Коэпты           | деревня                         | 155       |
| 6  | Курган           | посёлок, административный центр | 505       |
| 7  | Малые Долды      | деревня                         | 5         |
| 8  | Печинки          | деревня                         | ↗2        |
| 9  | Усть-Уролка      | деревня                         | 111       |
| 10 | Шишигино         | деревня                         | 28        |
| 11 | Яранина          | деревня                         | 6         |

### Упразднённые населённые пункты
Посёлок Сумич